# Trasmettitore di Prato Smeraldo
Il trasmettitore di Prato Smeraldo fu una struttura per la radiotrasmissione in alta potenza su onde corte della Eiar (successivamente Rai), situata a Roma in via di Tor Pagnotta 360 subito dopo il trasmettitore di Santa Palomba. Il primo trasmettitore di tale impianto entrò in esercizio nel 1930.

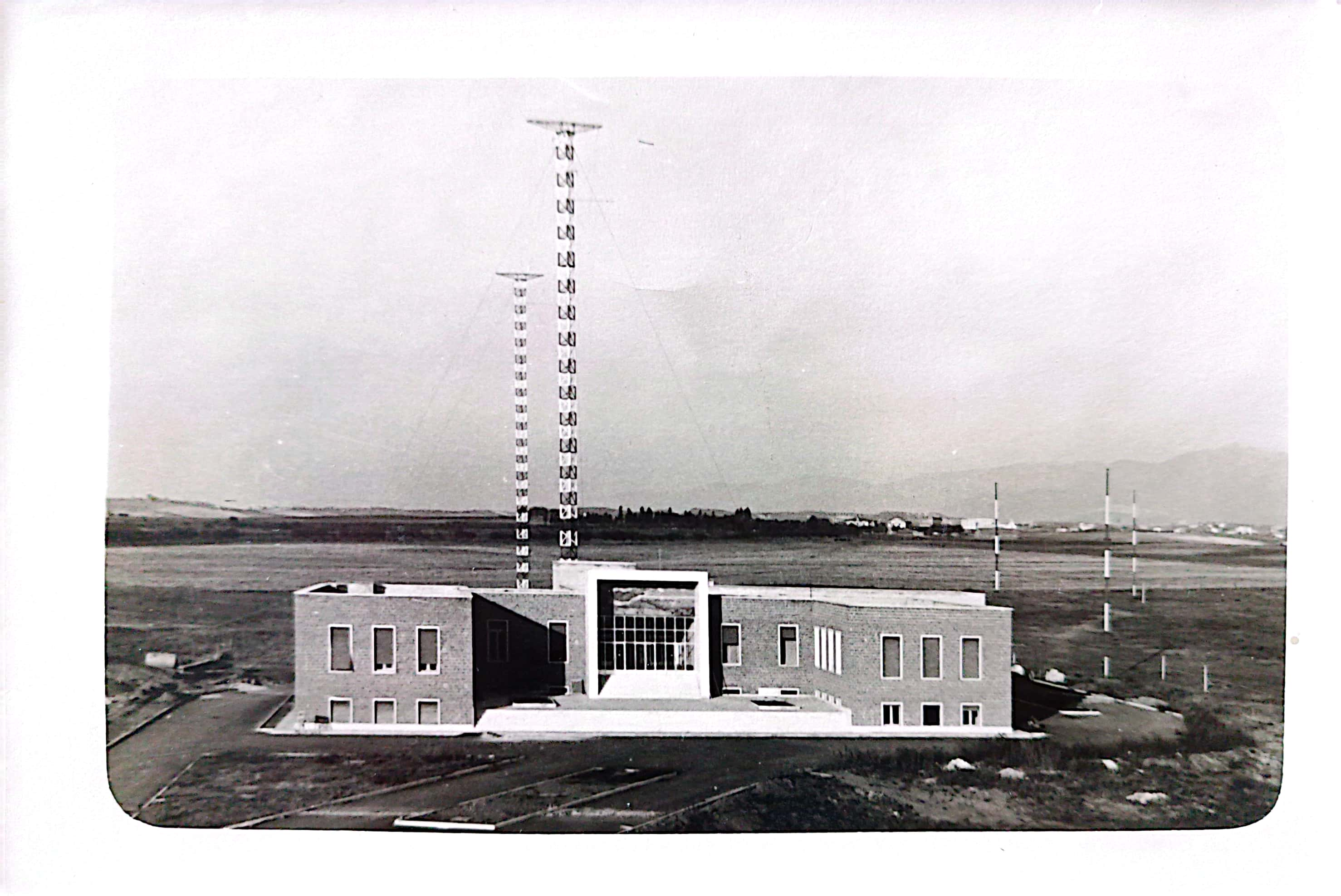
Stazione radio del Ministero poste e telegrafi, Tor San Giovanni, Roma 1968

Oltre alla RAI, sullo stesso terreno ma con antenne del tutto indipendenti, dagli anni cinquanta ha fatto servizio un impianto ad onde corte del Ministero delle poste e delle telecomunicazioni riprendendo la funzione che era stata del Centro radio di Coltano dopo la sua distruzione da parte dei tedeschi nel 1944. Il primo direttore di questi impianti è stato Narciso Baroni. La ricevente di Prato Smeraldo del Ministero delle poste e telecomunicazioni era a Tor San Giovanni Roma.
Prato Smeraldo subì, durante la guerra, numerose spoliazioni. Un trasmettitore fu trasferito alla stazione di Busto Arsizio (dove fu protagonista della stagione di Radio Busto Libera) mentre altri vennero asportati dai tedeschi nonostante la resistenza dei militari italiani nei giorni seguenti l'armistizio, tra i quali si distinse Nunzio Incannamorte. Nel dopoguerra l'impianto fu ricostruito per servire sia le comunicazioni postali che le trasmissioni di Rai Internazionale.
Il 30 settembre 2007 il centro di Prato Smeraldo ha interrotto le trasmissioni in seguito alla chiusura dei programmi per l'estero di Rai International.
Attualmente l'area e gli immobili sono in via di dismissione, e le numerose torri sono state smantellate fra maggio e giugno 2013. Nelle immediate vicinanze della torre più orientale se ne trova una seconda, molto più piccola, utilizzata per la telefonia cellulare la quale, non facendo parte del sistema trasmittente ad onde corte originario, è stata lasciata in funzione.

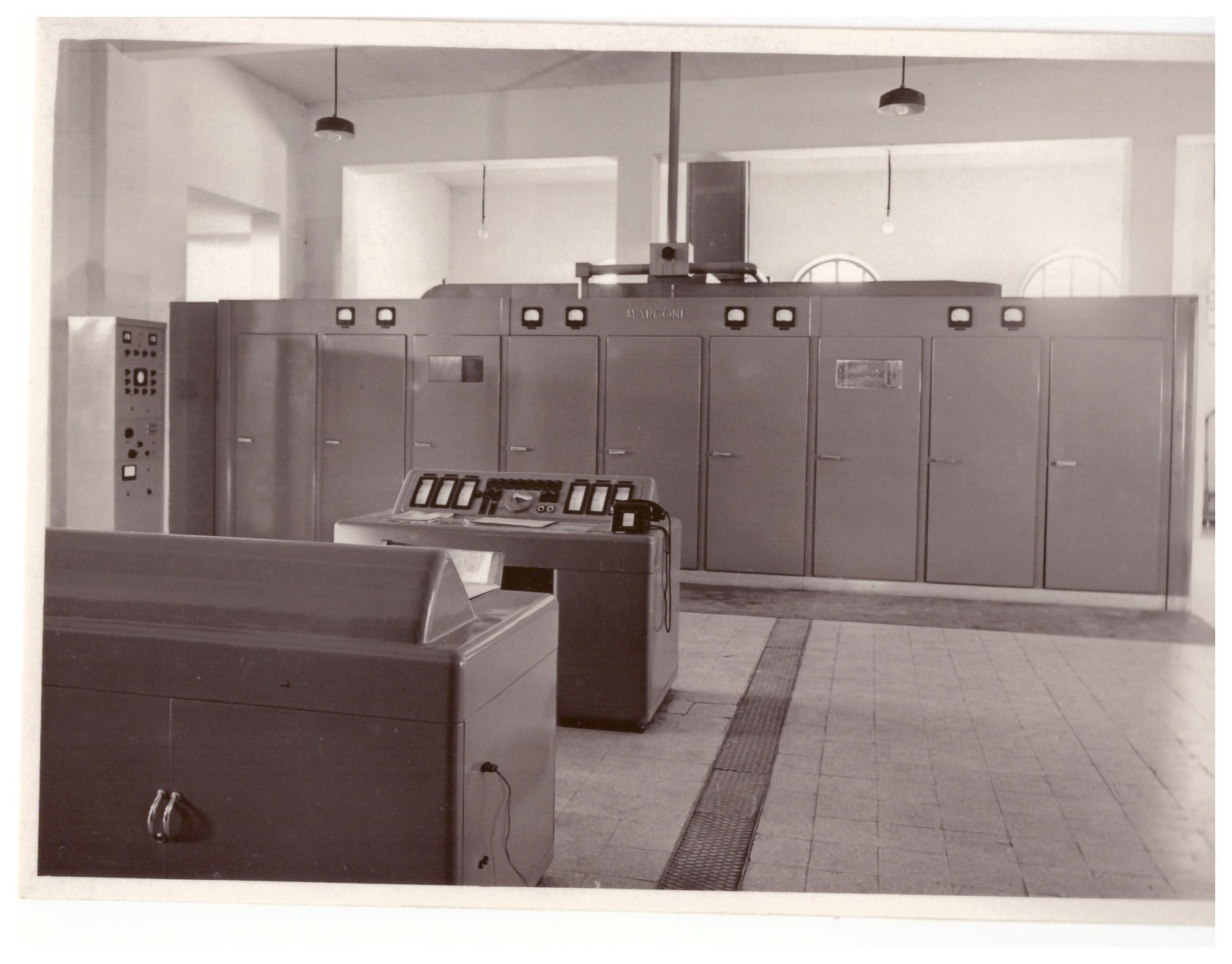
Apparati a onde corte

Alcuni trasmettitori presenti a Prato Smeraldo all'atto della chiusura dell'impianto sono stati smontati e in parte riutilizzati nel centro trasmittente della Radio Vaticana a Santa Maria di Galeria.